# Centronycteris
Centronycteris là một chi động vật có vú trong họ Dơi bao, bộ Dơi. Chi này được Gray miêu tả năm 1838. Loài điển hình của chi này là Vespertilio calcaratus Schinz, 1821 (preoccupied by Rafinesque, 1818) (= Vespertilio maximiliani, J. Fischer, 1829).

## Các loài
Chi này gồm các loài: